# Verzeille
Verzeille är en kommun i departementet Aude i regionen Occitanien  i södra Frankrike. Kommunen ligger  i kantonen Saint-Hilaire som ligger i arrondissementet Limoux. År 2022 hade Verzeille 457 invånare.

## Befolkningsutveckling
Antalet invånare i kommunen Verzeille
Referens: INSEE